# Oscylator
Oscylator – urządzenie lub układ fizyczny wykonujący ruch drgający lub (w technice) generujący mechanicznie, elektrycznie, elektronicznie itp. oscylacje, czyli drgania. Często termin „oscylator” często utożsamia się z oscylatorem harmonicznym, to znaczy układem wykonującym drgania harmoniczne, zaś w wypadku kiedy chodzi o inne rodzaje drgań dodaje się wówczas przymiotnik – anharmoniczny.

## Oscylator z diodą tunelową
Stworzenie oscylatora za pomocą diody tunelowej możliwe jest dzięki specyficznej charakterystyce diody. Zjawisko nazwane ujemną rezystancją, umożliwia zaprojektowanie oscylatora działającego w oparciu o diodę tunelową, podobnie jak w przypadku tranzystora unipolarnego, na bazie którego także można stworzyć obwód oscylatora.